# Hirnsdorf
Hirnsdorf is een plaats en voormalige gemeente in de Oostenrijkse deelstaat Stiermarken. Het is sinds 2015 een ortschaft van de gemeente Feistritztal, die deel uitmaakt van het district Hartberg-Fürstenfeld.
De gemeente Hirnsdorf telde in 2014 677 inwoners en behoorde tot het district Weiz. In 2015 fuseerde ze bij een herindeling met Kaibing, Sankt Johann bei Herberstein, Siegersdorf bei Herberstein en Blaindorf, waarbij de nieuwe gemeente Feistritztal werd gevormd.
Albersdorf-Prebuch
· Anger
· Birkfeld
· Fischbach
· Fladnitz an der Teichalm
· Floing
· Gasen
· Gersdorf an der Feistritz
· Gleisdorf
· Gutenberg
· Hofstätten an der Raab
· Ilztal
· Ludersdorf-Wilfersdorf
· Markt Hartmannsdorf
· Miesenbach bei Birkfeld
· Mitterdorf an der Raab
· Mortantsch
· Naas
· Passail
· Pischelsdorf am Kulm
· Puch bei Weiz
· Ratten
· Rettenegg
· Sankt Kathrein am Hauenstein
· Sankt Kathrein am Offenegg
· Sankt Margarethen an der Raab
· Sankt Ruprecht an der Raab
· Sinabelkirchen
· Strallegg
· Thannhausen
· Weiz